# Império Axânti
O Império Axânti,  axante ou achânti (em inglês: ashanti ou asante; em axante: Asanteman) foi um estado pré-colonial da África Ocidental criado pelo povo acã e independente de 1701 a 1896. Situado na área correspondente à atual região Axânti, em Gana, o Império estendia-se  desde Gana central até o Togo e a Costa do Marfim dos dias atuais. Hoje, a monarquia axânti continua a ser um dos estados subnacionais tradicionais, constitucionalmente protegidos, da República de Gana.

## Origens
Os axântis são um importante grupo étnico de Gana. Eles foram um povo poderoso, militarista e altamente disciplinado da África Ocidental. Os antigos axântis migraram das imediações da região noroeste do Rio Níger após a queda do Império do Gana no século XIII. Evidência disto está nas cortes reais dos reis acãs, refletida pela dos reis axantes cujas procissões e cerimônias mostram resquícios de antigas cerimônias de Gana. Etnolinguistas têm comprovado a migração pelo uso das palavras e pelo padrão de fala ao longo da África Ocidental.
Por volta do século XIII, os axantes e vários outros acãs migraram para o cinturão de floresta da Gana atual e estabeleceram pequenos estados na região montanhosa em volta da atual cidade de Cumasi. No auge do Império do Mali, os axantes e o povo acã em geral enriqueceram como o comércio de ouro extraído do seu território. No início da história axante, este ouro foi negociado com os importantes impérios de Gana e Mali.
Uma confederação axante surgiu graças ao esforço de Osei Tutu I com alianças com povos vizinhos por política matrimonial e pressão diplomática. De acordo com as tradições orais, o sacerdote Okomfo Anokye teria feito descer do céu um assento de ouro (sikadwa) que pousou em cima dos joelhos de Osei Tutu I. Esse seria o símbolo da confederação axante, o qual se destruído, ou capturado por outros inimigos, todo o reino cairia no caos de acordo com Okomfo Anokye.

## Formação do reino
A organização política acã centrada em vários clãs, cada uma chefiada por um Chefe Supremo ou Amanhene. Um desses clãs, os Oiocos, assentados na sub-região de floresta tropical do Gana, estabeleceu um centro em Cumasi. Durante a elevação de outro Estado acã conhecido como Denquiera, axante tornou-se tributário. Mais tarde em meados de 1600, o clã Oioco sob a chefia de Oti Akenten começou a consolidar outros clãs axantes em uma confederação livre que ocorreram sem destruir a autoridade suprema de cada chefe sobre seu clã. Isto foi feito em parte por agressão militar, mas em grande parte por uni-los contra Denquiera, que anteriormente haviam dominado a região.